# Wenglingen
Wenglingen  ist ein Gemeindeteil der Gemeinde Aitrang und eine Gemarkung im schwäbischen Landkreis Ostallgäu.

## Geografie
Das Dorf liegt in der bayerischen Planungsregion Allgäu, zwei Kilometer nordöstlich von Aitrang.

## Geschichte
Eine Wasserburg in Wenglingen wird im Jahr 1241 erwähnt. Wenglingen gehörte seit dem Gemeindeedikt von 1818 zur Gemeinde Apfeltrang. Am 1. Mai 1978 wurde Apfeltrang nach Ruderatshofen eingegliedert. Am 1. Januar 1982 wurde Wenglingen mit den Einöden Lohbauer und Unger nach einer Volksabstimmung nach Aitrang umgegliedert.

## Sehenswürdigkeiten
- Rosinakapelle[4]